# Glandelbjörnbär
Glandelbjörnbär (Rubus firmus) är en rosväxtart som beskrevs av Peter Kristian Nicolaj Friderichsen, Amp; Gelert och Jacob Utsch. Glandelbjörnbär ingår i släktet rubusar, och familjen rosväxter. Inga underarter finns listade i Catalogue of Life.